# Ghiacciaio Ogoya
Il ghiacciaio Ogoya (in inglese Ogoya Glacier) è un ghiacciaio lungo 8 km e largo 3, situato sulla costa occidentale della penisola Trinity, nella parte settentrionale della Terra di Graham, in Antartide. In particolare, il ghiacciaio si trova a ovest-nord-ovest dell'altopiano di Laclavère, a nord-ovest della valle Ampia e a nord-est del ghiacciaio Sestrimo e da qui fluisce verso nord, scorrendo sul versante nord-orientale del picco Morro del Paso, su quello settentrionale del passo Misty e infine su quello nord-occidentale del picco Dabnik, fino ad entrare nella baia di Huon, nello stretto di Bransfield.

## Storia
Il ghiacciaio Ogoya è stato così battezzato dalla Commissione bulgara per i toponimi antartici in onore del villaggio di Ogoya, nella Bulgaria nord-occidentale. 